# Amanda Plummer
Amanda Plummer (23. března 1957 New York, USA) je americká herečka.

## Filmografie
- 2013 The Hunger Games: Catching Fire
- 2012 Small Apartments
- 2010 Girlfriend
- 2009 The Making of Plus One
- 2009 Sophomore
- 2008 Inconceivable
- 2008 Red
- 2008 Affinity
- 2008 45 R.P.M.
- 2004 Satan's Little Helper
- 2003 Mimic 3: Sentinel
- 2003 Můj život beze mne - Laurie
- 2002 Ken Park
- 2000 7 dní života - Ellen Shawová
- 2000 The Million Dollar Hotel - Vivien
- 2000 The Tulse Luper Trilogy
- 1999 8 1/2 ženy - Beryl
- 1997 Panna nebo orel - Sandra
- 1995 Polibek motýla
- 1993 Nostradamus - Kateřina Medicejská
- 1993 Obchodník s hrůzou - Nettie Cobbová
- 1993 Poslední naděje
- 1993 Pulp Fiction: Historky z podsvětí - Honey Bunny
- 1992 Freejack - jeptiška
- 1991 Král Rybář - Lydie
- 1990 Joe proti sopce - Dagmar
- 1987 Stačí si přát
- 1982 Svět podle Garpa - Ellen Jamesová